# STS-61-A
STS-61-A (스페이스랩 D-1 / Spacelab D-1)는 미국 항공 우주국 (NASA)가 실시한 우주왕복선 계획의 제22번째 임무였다. 우주에서 과학실험을 진행하는 스페이스랩 임무였으며, 서독 정부에서 예산을 지원하고 총괄하였다. 이 때문에 D-1이라는 별칭은 도이칠란트-1(Deutschland-1)라는 의미에서 붙었다.
STS-61-A는 챌린저 우주왕복선 폭발 사고가 발생하기 전 챌린저호가 나섰던 9번째 비행이자 마지막으로 성공을 거둔 비행이었다. STS-61-A는 발사부터 착륙까지 전 기간 동안 단일 우주선으로는 역대 최다 승무원 탑승 기록(8명)을 보유하고 있다.
STS-61-A는 미국 항공 우주국/유럽 우주국 (ESA)의 스페이스랩 모듈을 지구 궤도로 운반했으며, 76개의 과학 실험을 수행하여 성공에 이르렀다. 탑재장비의 운용은 평소대로 NASA의 통제 센터가 아닌 서독 오버파펜호펜에 있는 독일 우주 작전 센터에서 지휘하였다. 또한 미국이나 소련 외의 국가에서 여러 승무원을 탑승시킨 최초의 우주 비행으로서, 최초의 네덜란드 민간 우주 비행사이자 탑재장비 담당이었던 뷔보 오컬스도 그 중 하나였다.

## 승무원
| 직위 | 우주비행사                          | 우주비행사                          |
| --- | ----------------------------------- | ----------------------------------- |
| 사령관 | 헨리 하츠필드 주니어 3회차 비행     | 헨리 하츠필드 주니어 3회차 비행     |
| 조종사 | 스티븐 네이글 2회차 비행            | 스티븐 네이글 2회차 비행            |
| 임무 담당 1 RMS 운영 | 보니 던바 1회차 비행                | 보니 던바 1회차 비행                |
| 임무 담당 2 비행기술자 | 제임스 부클리 2회차 비행            | 제임스 부클리 2회차 비행            |
| 임무 담당 3 | 가이언 블루퍼드 2회차 비행          | 가이언 블루퍼드 2회차 비행          |
| 탑재장비 담당 1 | 라인하르트 푸러, DLR 1회차 비행     | 라인하르트 푸러, DLR 1회차 비행     |
| 탑재장비 담당 2 | 에른스트 메서슈미트, DLR 1회차 비행 | 에른스트 메서슈미트, DLR 1회차 비행 |
| 탑재장비 담당 3 | 부보 오켈스, ESA 1회차 비행         | 부보 오켈스, ESA 1회차 비행         |
| 블루팀 멤버 레드팀 멤버 우주왕복선에 8인조가 탑승하여 발사된 최초이자 유일 사례이며, 8인조의 착륙 사례로도 유일했으나 후일 STS-71 임무가 실시되면서 유이 사례로 남게 되었다. STS-61A는 조종사가 베테랑 우주비행사인 최초의 우주왕복선 임무이기도 했다. |                                     |                                     |

| 직위              | 우주인             | 우주인             |
| ----------------- | ------------------ | ------------------ |
| 탑재장비 담당관 3 | 울프 메르볼트, ESA | 울프 메르볼트, ESA |

### 승무원 좌석 배정
| 좌석 | 발사       | 착륙       | 좌석 1–4는 비행 데크에 있다. 좌석 5–8은 미드 데크에 있다. 좌석 8은 좌석 5 바로 앞에 위치한다. |
| 1    | 하츠필드   | 하츠필드   | 좌석 1–4는 비행 데크에 있다. 좌석 5–8은 미드 데크에 있다. 좌석 8은 좌석 5 바로 앞에 위치한다. |
| 2    | 네이글     | 네이글     | 좌석 1–4는 비행 데크에 있다. 좌석 5–8은 미드 데크에 있다. 좌석 8은 좌석 5 바로 앞에 위치한다. |
| 3    | 던바       | 블루퍼드   | 좌석 1–4는 비행 데크에 있다. 좌석 5–8은 미드 데크에 있다. 좌석 8은 좌석 5 바로 앞에 위치한다. |
| 4    | 부클리     | 부클리     | 좌석 1–4는 비행 데크에 있다. 좌석 5–8은 미드 데크에 있다. 좌석 8은 좌석 5 바로 앞에 위치한다. |
| 5    | 블루퍼드   | 던바       | 좌석 1–4는 비행 데크에 있다. 좌석 5–8은 미드 데크에 있다. 좌석 8은 좌석 5 바로 앞에 위치한다. |
| 6    | 푸러       | 푸러       | 좌석 1–4는 비행 데크에 있다. 좌석 5–8은 미드 데크에 있다. 좌석 8은 좌석 5 바로 앞에 위치한다. |
| 7    | 메셔슈미트 | 메셔슈미트 | 좌석 1–4는 비행 데크에 있다. 좌석 5–8은 미드 데크에 있다. 좌석 8은 좌석 5 바로 앞에 위치한다. |
| 8    | 오컬스     | 오컬스     | 좌석 1–4는 비행 데크에 있다. 좌석 5–8은 미드 데크에 있다. 좌석 8은 좌석 5 바로 앞에 위치한다. |

## 임무 과정

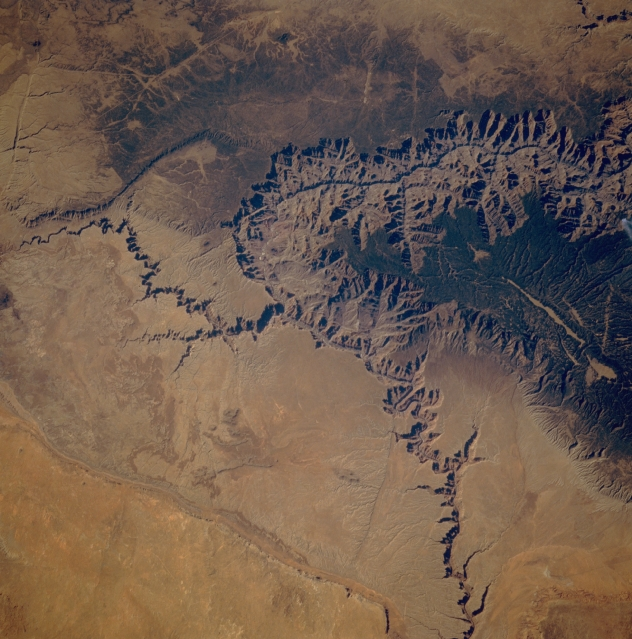
궤도에서 본 그랜드 캐니언

1985년 10월 30일 동부 표준시 오후 12시, 미국 플로리다주 케네디 우주 센터의 케네디 우주 센터 제39발사단지 A발사대에서 챌린저 우주왕복선이 이륙했다. 타국으로서는 처음으로 서독이 예산을 대부분 지원하고 지휘에 나선 최초의 우주왕복선 임무였다. 동시에 8명의 승무원을 태우고 발사된 유일한 우주왕복선 비행이었다. 승무원으로는 사령관 헨리 하츠필드 주니어, 조종사 스티븐 네이글, 임무담당 보니 던바, 탑재장비 담당 제임스 F. 부클리, 가이언 S. 블루퍼드, 그리고 서독의 에른스트 메서슈미트와 라인하르트 푸러, 유럽 우주국 (ESA) 소속의 최초의 네덜란드 우주 비행사 뷔보 J. 오컬스가 탑승하였다.
STS-61-A의 주요 임무는 스페이스랩 궤도 연구 모듈의 제3차 비행으로서 스페이스랩 D-1에서 일련의 과학실험을 수행하는 것으로 대부분이 무중량상태에서의 기능과 연관된 것이었다. 다른 임무로는 두가지가 있었는데 하나는 화물칸의 겟어웨이 스페셜 (GAS) 캐니스터에서 지구 저궤도 메시지 중계 위성(GLOMR)을 전개하고, 독일 전담 지원 구조물(German Unique Support Structure)라고 불리는 별도의 장치에 탑재된 다섯 가지 재료가공 실험을 실시하는 것이었다. 여기서 실시된 실험으로는 모세관 현상·마랑고니 효과·확산 현상·임계점 실험 등의 유체역학 연구, 응고 실험, 단결정의 성장, 복합재 실험, 세포 기능·성장 과정·식물의 중력 인지 여부를 비롯한 생물학 연구, 인간의 중력 인지와 우주 적응 과정을 비롯한 의학 실험, 우주 환경에서의 속도-시간 상호 작용 연구 등이 있었다.
그 중에서도 주목받은 실험장비로는 전정기관 썰매 (Vestibular Sled)가 있었다. 전정기관 썰매는 유럽 우주국이 제작한 것으로, 실험대상자가 좌석에 착석하면 가속, 정지를 정밀히 제어하여 스페이스랩 통로 바닥에 고정된 레일을 따라 앞뒤로 움직일 수 있는 장비였다. 과학자들은 좌석에 묶인 인간에 대한 세부 측정값을 통해, 인간의 전정과 방향기관의 기능적 구조와 무중량상태에서의 전정 적응 과정에 대한 데이터를 측정하였다. 썰매 탑승자의 가속 실험과 동시에 내이의 열 자극, 눈의 시운동 자극 실험이 이루어졌다.
이번 임무에서 미국 항공 우주국 (NASA)는 우주왕복선의 운용과 비행 전반에 걸친 전반적인 안전확보와 관제를 담당했다. 서독 정부는 7일간의 임무 동안 과학 연구의 실시를 담당했다. 실험 진행 과정에 있어 지상에서는 서독 뮌헨 인근의 오버파펜호펜에 있는 독일 우주 작전 센터의 과학지휘관들이 우주궤도의 인력과 긴밀히 협력하였다. 우주궤도의 승무원은 두 팀으로 나뉘어 교대로 작업하며 실험실에서의 작업이 24시간동안 수행되도록 살폈다. 임무 전반에 걸쳐 통신여건은 최적의 상태였으며 지상 관제센터와 승무원들은 정기적으로 연락이 가능했다. 우주선 운용을 관할하는 제1통제센터와 실험 기능을 관할하는 제2통제센터의 시스템도 실전에서 원활히 작동했다.

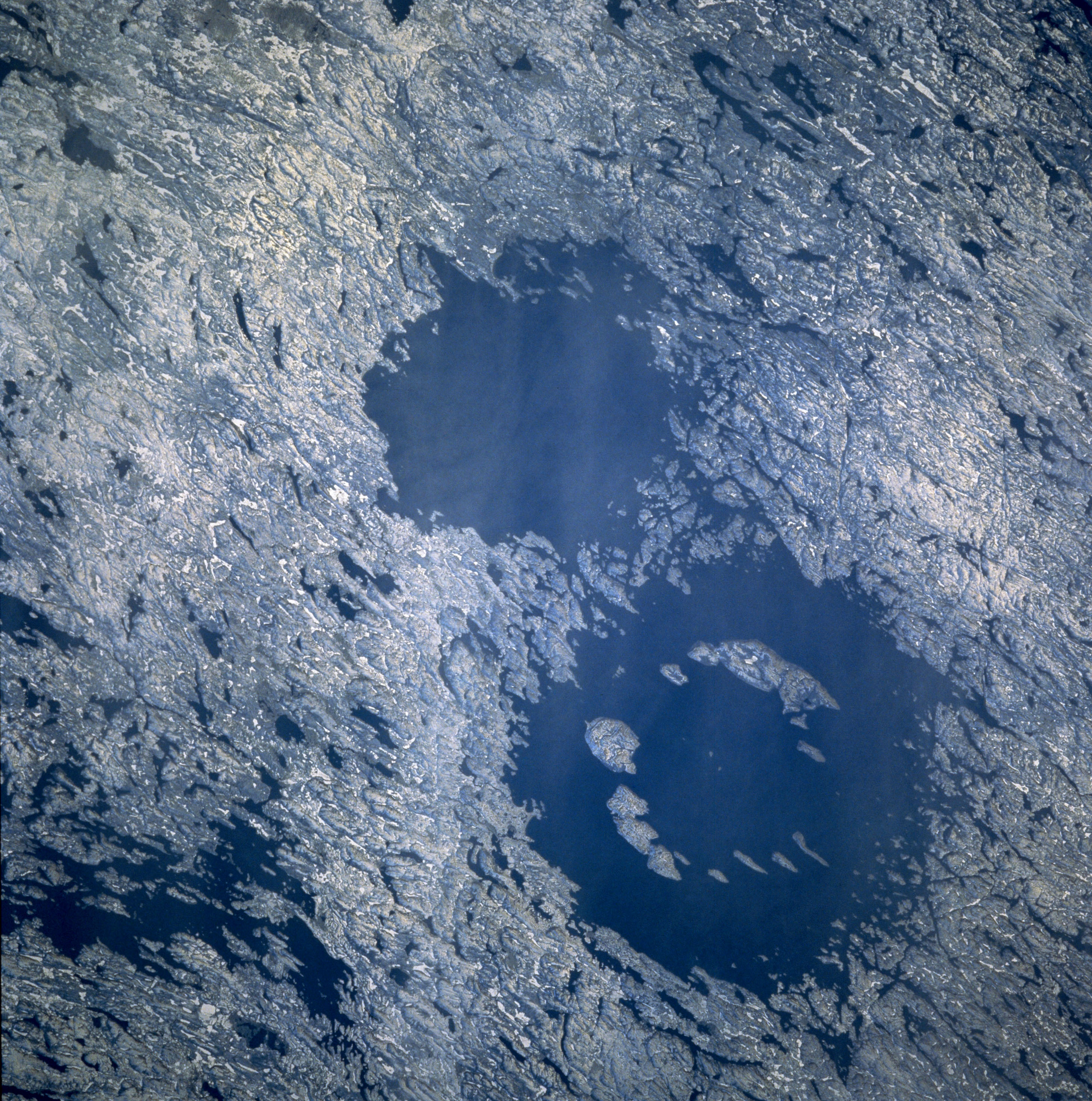
임무 중 포착된 캐나다 퀘벡주의 클리어워터호 (운석 충돌구)

GLOMR 위성은 임무 중 성공적으로 전개되었으며, 스페이스랩 모듈 뒤의 별도 구조물에 탑재된 5가지 실험에서 유용한 데이터를 확보하였다. 모든 임무를 마친 챌린저호는 1985년 11월 6일 에드워즈 공군기지의 17번 활주로에 착륙했다. 임무 개시로부터 정확히 7일 0시간 44분 51초가 지난, 동부 표준시 오후 12시 45분에 활주를 마쳤다.
STS-61-A는 우주왕복선 챌린저호가 성공을 거둔 마지막 임무였다. 이후 챌린저호는 1986년 1월 28일 STS-51-L 임무 발사 과정에서 승무원 전원이 탑승한 가운데 폭발하였다.

## 기록
STS-61-A는 8명의 승무원이 탑승하여 단일 우주선의 최다 인원 탑승 기록을 세웠다. 종전까지 최고 기록은 7인으로 1984년 10월의 STS-41-G였다.
STS-61-A는 유럽 우주국 우주비행사나 서독 민간인의 첫 우주왕복선 비행은 아니었다. 본 임무의 백업으로 활동한 울프 메르볼트는 1983년 STS-9 임무에 참여한 바 있다. 하지만 뷔보 오컬스는 네덜란드 민간인으로는 처음으로 우주에 간 사람이 되었다.
가이언 S. 블루퍼드는 당시 이미 STS-8에 탑승하여 우주에 간 최초의 아프리카계 미국인이었다. STS-61-A에도 참여함으로서 우주에 두 번 간 최초의 아프리카계 미국인이 되었다. 블루퍼드는 1978년 미국 우주비행사로 선발되었으며 이후 1991년 STS-39와 1992년 STS-53에도 합류하게 된다.

## 임무 휘장
이번 임무의 휘장은 STS-61A/D1 스페이스랩 임무에 참여한 8명 전원이 채택하였으며, 최다 탑승 기록을 상징하기 위해 각 승무원의 성씨가 휘장 주변을 둘러싸고 있는 구조를 취하고 있다. 원형 속에는 기다란 과학 모듈과 유럽, 미국 출신의 다국적 승무원을 태운 챌린저호를 묘사하고 있다. 과학모듈은 서독이 맡았기 때문에 서독의 국기와 별칭인 D-1이 눈에 띄게 표시되어 있다. 원래 미국 외 국가 출신의 승무원 옆에는 국기가 붙지만, 이번에는 뷔보 오컬스의 성 (OCKELS)에만 유럽 우주국의 로고가 붙어 있는데 이는 네덜란드 민간인 최초로 우주를 비행하였음을 나타내기 위함이다.

## 같이 보기
- 유인 우주 비행 목록
- 우주왕복선 임무 목록
- 우주 탐사
- 챌린저 우주왕복선 폭발 사고
- 우주왕복선 계획
- 스페이스랩
- 우주왕복선 승무원 목록